# Бетехтин, Анатолий Владимирович
Анато́лий Влади́мирович Бете́хтин (20 сентября 1931, деревня Аргуново, Никольский район, Северный край, РСФСР, СССР — 27 октября 2012, Москва) — советский военачальник, генерал армии (1988).

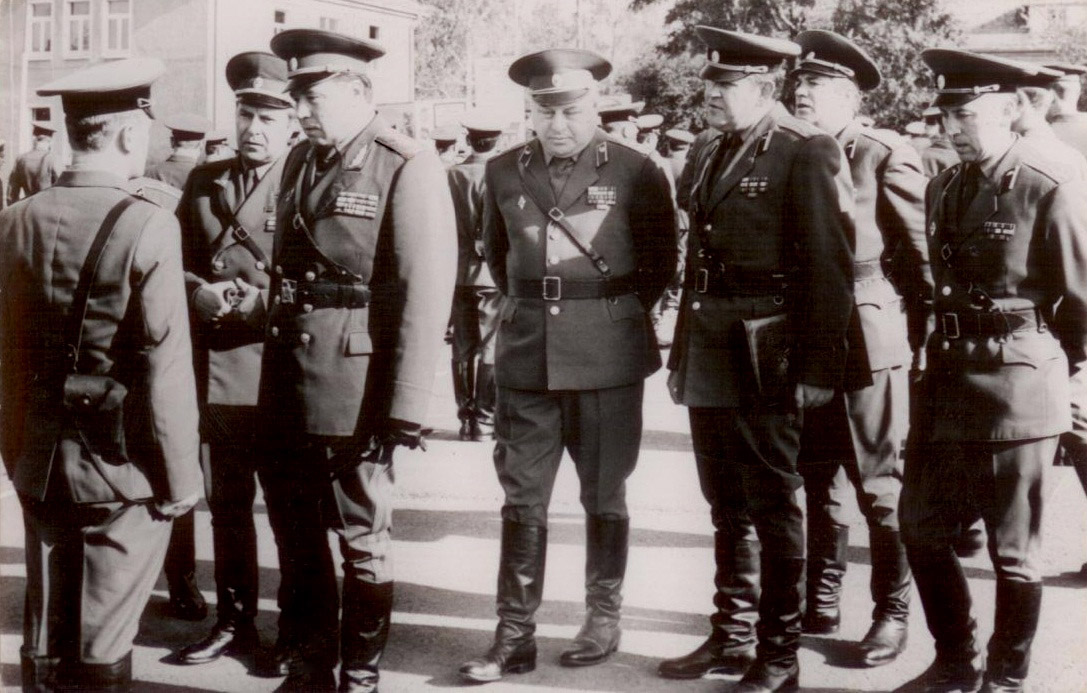
Командующий 8-й гв. ОА ГСВГ гв. генерал-лейтенант Бетехтин А. В. в 39-й гв. мсд, 1980-е годы

## Биография
Анатолий Владимирович Бетехтин родился 20 сентября 1931 года в деревне Аргуново Вологодского района, Северного края, РСФСР, СССР (ныне — Никольский район Вологодской области).
В 1950 году призван в ряды Советской Армии. Окончил Киевское училище самоходной артиллерии в 1953 году.
С 1953 года командовал последовательно танковыми взводом, ротой, батальоном. Член КПСС с 1953 года.
В 1961 году окончил Военную академию бронетанковых войск.
С 1966 года был старшим офицером оперативного отдела штаба армии.
С 1968 года — заместитель командира танкового полка.
С декабря 1969 года — заместитель командира танковой дивизии.
В 1972 году окончил Военную академию Генерального штаба. В последующем окончил Высшие академические курсы при ней в 1980 году. По окончании академии с августа 1972 года командовал танковой дивизией.
С сентября 1975 года — начальник штаба, а с февраля 1978 года по июль 1981 года — командующий 8-й гвардейской общевойсковой армией в составе Группы советских войск в Германии. Генерал-майор (13.02.1976).
С июля 1981 года — начальник штаба — заместитель командующего войсками Одесского военного округа.
С января 1984 года — командующий войсками Прибалтийского военного округа, генерал-полковник (апрель 1984).
С февраля 1987 года — командующий войсками Забайкальского военного округа.
С сентября 1988 года — первый заместитель Главнокомандующего Сухопутными войсками. Воинское звание генерал армии присвоено указом Президиума Верховного Совета СССР от 4 ноября 1988 года.
Депутат Совета Союза Верховного Совета СССР 11 созыва (1984—1989) от Латвийской ССР.
В апреле 1992 года освобождён от занимаемой должности и уволен в отставку. После создания в 2008 году Службы генеральных инспекторов Министерства обороны Российской Федерации являлся генеральным инспектором Службы до последних дней жизни.
Анатолий Владимирович Бетехтин скончался 27 октября 2012 года в Москве. Похоронен 31 октября 2012 года на Троекуровском кладбище.

## Награды
- Орден Ленина
- Орден Октябрьской Революции
- Орден «За службу Родине в Вооружённых Силах СССР» 3-й степени
- Медали СССР
- Боевой орден «За заслуги перед народом и Отечеством» в золоте (ГДР)
- Орден Боевого Красного Знамени (МНР)
- Медали МНР, НРБ, ПНР, ЧССР, Кубы